# Rosselange
 Rosselange  es una población y comuna francesa, en la región de Lorena, departamento de Mosela, en el distrito de Thionville-Ouest y cantón de Moyeuvre-Grande.

## Demografía
| 5064 | 4485 | 3923 | 3601 | 3242 | 3101 |
| Para los censos de 1962 a 1999 la población legal corresponde a la población sin duplicidades (Fuente: INSEE [Consultar]) |      |      |      |      |      |